# Appius Claudius Pulcher (Konsul 212 v. Chr.)
Appius Claudius Pulcher (* vor 250 v. Chr.; † 211 v. Chr.) war ein Politiker der römischen Republik.
Appius Claudius Pulcher war als Sohn von Publius Claudius Pulcher, dem Konsul des Jahres 249 v. Chr., ein Mitglied der bedeutenden Familie der Claudier. 217 v. Chr., während des Zweiten Punischen Krieges, wurde er kurulischer Ädil und 216 v. Chr. Kriegstribun. 218 v. Chr. überlebte er die für die Römer vernichtende Schlacht von Cannae. 215 bekleidete er die Prätur. Er war im Jahr 214 v. Chr. Statthalter von Sizilien und befehligte gemeinsam mit Marcus Claudius Marcellus im Jahr 213 v. Chr., als die Karthager dort gelandet waren, eine Expedition zu dieser Insel. Appius Claudius Pulcher war im Jahr 212 v. Chr. gemeinsam mit Quintus Fulvius Flaccus Konsul und belagerte die Stadt Capua, die während der Zweiten Schlacht von Capua eingenommen wurde. Claudius Pulcher starb als Prokonsul nach dem Fall der Stadt 211 v. Chr. Vergeblich hatte er offenbar noch für eine menschliche Behandlung der Einwohner Capuas plädiert, die auf Betreiben seines Konsulkollegen Fulvius hart für ihre Kooperation mit Karthago bestraft wurden.
Er hatte drei Söhne, die ebenfalls Konsuln wurden: Appius, Konsul 185 v. Chr., Publius, Konsul 184 v. Chr., und Gaius, Konsul 177 v. Chr.